# Tiempo final: en tiempo real
Tiempo final: en tiempo real es una serie de televisión chilena, transmitida por Televisión Nacional de Chile durante 2005 y 2006, basada en la serie argentina homónima.
Se trata de un ciclo de unitarios de suspenso muy concentrado y muy intenso. Las historias transcurren en tiempo real, es decir, comienzan, se desarrollan y terminan en una hora. Cada historia transcurre en un solo lugar y con no más de tres o cuatro personajes. Las características principales son: tramas de gran suspenso, muchas de ellas con un gran tono policial, alguna dosis de humor, giros y reveses inesperados que hacen que el espectador no adivine el desenlace hasta el segundo final.

## Elenco
La siguiente lista son los actores y actrices que han protagonizado uno o más unitarios. 

### Principales
- Francisco Melo (T1)
- Álvaro Escobar (T1)
- Tomás Vidiella (T1)
- Javiera Contador (T1)
- Luz Croxatto (T1)
- Bastián Bodenhöfer (T1)
- Alfredo Castro (T1)
- Francisco Pérez Bannen (T1)
- Sigrid Alegría (T1)
- Edgardo Bruna (T1)
- Alejandro Trejo (T1-T2)
- Esperanza Silva (T1-T2)
- Blanca Lewin (T1)
- Catalina Guerra (T1)
- Pedro Vicuña (T1)
- Álvaro Espinoza (T2)
- Pablo Cerda (T2)
- Liliana García (T2)
- Willy Semler (T2)
- Patricia Iribarra (T2)
- Ximena Rivas (T2)

### Participaciones
- Maité Fernández como Tita.
- Íñigo Urrutia como Carlos / Mariano / Pablo.
- Carmen Gloria Bresky como Marina.
- Ricardo Fernández como Jorge.
- Francisca Lewin como Karina.
- Paola Volpato como Sofia.
- Claudio Arredondo como Rafael.
- Gabriel Prieto como Doctor.
- Nicolás Saavedra como Edmundo.
- Mateo Iribarren como Federico / Héctor.
- Daniela Lhorente como Patricia / Verónica
- Erto Pantoja como Sergio Rojas.
- Aldo Parodi como Medico.
- Patricio Strahovsky como Ángel.
- Nelly Meruane como Vecina.
- Teresa Berríos como Inés.
- Hugo Medina como Comisario Jefe.
- Luz Valdivieso como Cintyha.
- Carolina Oliva como Giselle.
- Daniel Muñoz como Franco / Julio.
- Pablo Macaya como Amigo de Pablo.
- Loreto Moya como Enfermera.
- Catalina Olcay como Carla.
- Rodolfo Pulgar como Carlos.
- Óscar Hernández como Comisario Caro.
- Roberto Farías como Recepcionista.
- Luis Uribe como Pumo / Ex de Raquel.
- Patricia López como Flor.
- Berta Lasala como Mariana.
- Gloria Laso como Ada.
- Nathalie Soublette como Ana.
- Alejandra Vega como Julieta.
- Francisca Opazo como Secretaria.
- César Arredondo como Echaurro
- Patricio Contreras como Oscar.
- Mauricio Diocares como Delincuente.
- Alejandra Fosalba como Úrsula / Ana / Isabel.
- Claudia Pérez como Jessica / Elena.
- César Caillet como Patricio.
- Luis Gnecco como Tito.
- Cristián Riquelme como Julio.
- Álvaro Morales como Gonzalo / Ignacio Echaurro / Armando.
- Mónica Godoy como Gabriela Rosselot.
- Carmina Riego como Quena.
- Alejandro Castillo como Diego.
- Alex Zisis como Ignacio.
- Amaya Forch como Analía Schall / Veronica.
- Pamela Villalba como Andrea.
- Luis Dubó como Cantinero.
- Pablo Ausensi como Pediatra.
- Antonia Zegers como Mariana.
- Rodrigo Pérez como Debrase.
- Felipe Ríos como Cristián.
- Tanja Zarhi como Rosario.
- Alberto Zeiss como Carlos.
- Karla Matta como Ivette.